# Full Circle (Randy Travis)
Full Circle è il decimo album in studio del cantante e attore statunitense Randy Travis, pubblicato nel 1996.

## Tracce
1. Highway Junkie – 3:57 (Chris Knight, Annie Tate, Sam Tate)
2. Price to Pay – 3:46 (Craig Wiseman, Trey Bruce)
3. Long on Lonely (Short on Pride) – 3:26 (Bucky Jones, Bob McDill, Dickey Lee)
4. Would I – 2:23 (Mark Winchester)
5. Future Mister Me – 3:05 (Randy Travis, John Lindley)
6. Don't Take Your Love Away from Me – 2:53 (Verlon Thompson, Mark D. Sanders)
7. Are We in Trouble Now – 3:40 (Mark Knopfler)
8. If It Ain't One Thing, It's Another – 2:15 (Joe Stampley, Tony Stampley, Bobby Carmichael)
9. I Wish It Would Rain – 3:15 (Travis, Ron Avis)
10. King of the Road – 3:49 (Roger Miller)
11. I Can Almost Hear Her Wings – 4:21 (Travis, Eddie Lee, Buck Moore)
12. Ants on a Log – 3:27 (Skip Ewing, Donny Kees)